# Senátní obvod č. 4 – Most
Senátní obvod č. 4 – Most je podle zákona č. 247/1995 Sb. tvořen celým okresem Most.
Současným senátorem je od roku 2022 Jan Paparega, člen hnutí ProMOST. V Senátu je členem Senátorského klubu ODS a TOP 09.

## Senátoři
| Volby | Volby           | Senátor         | Senátor         | Volební strana | Navrhující strana | Politická příslušnost | Odkaz  |
| ----- | --------------- | --------------- | --------------- | -------------- | ----------------- | --------------------- | ------ |
|       | 1996            |                 | Richard Falbr   | NK             | NK                | BEZPP                 | profil |
|       | 1998            | ČSSD            | Richard Falbr   | ČSSD           |                   | BEZPP                 | profil |
|       | 2004            |                 | Vlastimil Balín | KSČM           | KSČM              | KSČM                  | profil |
|       | 2010            |                 | Alena Dernerová | S.cz           | S.cz              | BEZPP                 | profil |
| 2016  | Alena Dernerová |                 |                 | S.cz           | S.cz              | BEZPP                 | profil |
|       | 2017            | Alena Dernerová | SD-SN           | SD-SN          | profil            | BEZPP                 |        |
|       | 2022            |                 | Jan Paparega    | ProMOST        | ProMOST           | ProMOST               | profil |

## Vymezení senátního obvodu
Senátní obvod je tvořen celým okresem Most, a zahrnuje kromě Mostu také města jako Litvínov, Horní Jiřetín, Meziboří, Lom nebo obce jako Obrnice, Bečov. Obvod se skládá z 26 obcí. Jeho celková populace při posledních volbách v roce 2022 činila asi 86 900 oprávněných voličů. Kompletní seznam obcí v senátním obvodu je následující:
- Bečov
- Bělušice
- Braňany
- Brandov
- Český Jiřetín
- Havraň
- Hora Svaté Kateřiny
- Horní Jiřetín
- Klíny
- Korozluky
- Lišnice
- Litvínov
- Lom
- Louka u Litvínova
- Lužice
- Malé Březno
- Mariánské Radčice
- Meziboří
- Most
- Nová Ves v Horách
- Obrnice
- Patokryje
- Polerady
- Skršín
- Volevčice
- Želenice

## Volby

### Rok 1996
První volby do Senátu PČR se uskutečnily ve všech obvodech v roce 1996. V mosteckém obvodě se volil mandát pouze na zkrácené období dvou let. První kolo s velkým náskokem ovládl Milan Konečný z vládní ODS, který obdržel 39,5 % hlasů. Do druhého kola společně s ním postoupil ale také populární předseda ČMKOS Richard Falbr, který sice kandidoval jako nezávislý, opoziční ČSSD, které byl až do roku 1996 členem, mu ale do druhého kola výrazně pomohla tím, že v tomto obvodě nepostavila vlastního kandidáta. Falbr nakonec ve druhém kole zvítězil s 53,2 % hlasů a stal se prvním mosteckým senátorem.
| Kandidát | Kandidát              | Volební strana | Navrhující strana | Politická příslušnost | Počet hlasů (1. kolo) | %     | Počet hlasů (2. kolo) | %     |
| -------- | --------------------- | -------------- | ----------------- | --------------------- | --------------------- | ----- | --------------------- | ----- |
|          | JUDr. Richard Falbr   | NK             | NK                | BEZPP                 | 6 245                 | 26,34 | 11 993                | 53,23 |
|          | Ing. Milan Konečný    | ODS            | ODS               | ODS                   | 9 367                 | 39,51 | 10 538                | 46,77 |
|          | JUDr. Jan Vagaši      | KSČM           | KSČM              | KSČM                  | 5 168                 | 21,80 | —                     | —     |
|          | Petr Pakosta          | ČSNS           | ČSNS              | BEZPP                 | 1 509                 | 6,37  | —                     | —     |
|          | Kamila Moučková       | ODA            | ODA               | BEZPP                 | 727                   | 3,07  | —                     | —     |
|          | JUDr. Vojtěch Krejčíř | KDU-ČSL        | KDU-ČSL           | KDU-ČSL               | 690                   | 2,91  | —                     | —     |

### Rok 1998
Další volby se konaly už po dvou letech v roce 1998. Předseda ČMKOS Richard Falbr se rozhodl svůj mandát obhajovat, tentokrát už s oficiální podporou ČSSD. Ta mu pomohla k výraznému vítězství v prvním kole a zisku 41,6 % hlasů. Opoziční ODS ani KSČM v tomto obvodě neuspěly, a ve druhém kole se tak Falbrovi postavil nezávislý kandidát Pavel Weiss, kterého ale Falbr porazil, a obhájil tak svůj mandát na dalších šest let.
| Kandidát | Kandidát              | Volební strana | Navrhující strana | Politická příslušnost | Počet hlasů (1. kolo) | %     | Počet hlasů (2. kolo) | %     |
| -------- | --------------------- | -------------- | ----------------- | --------------------- | --------------------- | ----- | --------------------- | ----- |
|          | JUDr. Richard Falbr   | ČSSD           | ČSSD              | BEZPP                 | 11 609                | 41,55 | 9 584                 | 55,59 |
|          | Mgr. Pavel Weiss      | NK             | NK                | BEZPP                 | 5 676                 | 22,32 | 7 655                 | 44,41 |
|          | MUDr. Jiří Pešek      | ODS            | ODS               | ODS                   | 5 552                 | 19,87 | —                     | —     |
|          | RSDr. Vlastimil Balín | KSČM           | KSČM              | KSČM                  | 4 856                 | 17,38 | —                     | —     |
|          | Andrej Olejník        | PA             | PA                | PA                    | 246                   | 0,88  | —                     | —     |

### Rok 2004
Ve volbách v roce 2004 už stávající senátor Richard Falbr svůj mandát neobhajoval, protože se v květnu téhož roku stal poslancem Evropského parlamentu. ČSSD místo něj postavila v tomto obvodě Petra Červenku, ten však neuspěl a nepostoupil do druhého kola. V tom se střetli bývalý 1. místopředseda KSČM Vlastimil Balín a právnička Hana Jeníčková z ODS. Kandidát KSČM Balín nakonec zvítězil jak v prvním, tak ve druhém kole, když získal 52,4 % hlasů, a stal se tak senátorem.
| Kandidát | Kandidát              | Volební strana | Navrhující strana | Politická příslušnost | Počet hlasů (1. kolo) | %     | Počet hlasů (2. kolo) | %     |
| -------- | --------------------- | -------------- | ----------------- | --------------------- | --------------------- | ----- | --------------------- | ----- |
|          | RSDr. Vlastimil Balín | KSČM           | KSČM              | KSČM                  | 5 236                 | 27,01 | 7 894                 | 52,42 |
|          | JUDr. Hana Jeníčková  | ODS            | ODS               | ODS                   | 4 608                 | 23,84 | 7 163                 | 47,57 |
|          | Petr Červenka         | ČSSD           | ČSSD              | ČSSD                  | 3 828                 | 19,81 | —                     | —     |
|          | Mgr. Pavel Weiss      | KDU-ČSL        | KDU-ČSL           | BEZPP                 | 2 625                 | 13,58 | —                     | —     |
|          | PaedDr. Karel Zdražil | SNK ED         | SNK ED            | SNK ED                | 1 444                 | 7,47  | —                     | —     |
|          | Tomáš Matějovský      | NEZ            | NEZ               | NEZ                   | 1 153                 | 5,96  | —                     | —     |
|          | Olga Procházková      | Rozumní        | Rozumní           | BEZPP                 | 429                   | 2,22  | —                     | —     |

### Rok 2010
Ve volbách v roce 2010 se obhajující senátor Vlastimil Balín rozhodl opět kandidovat, kvůli sporům s KSČM, ze které vystoupil, však za hnutí Občané městu, město občanům. Ve volbách ale naprosto propadl a skončil až poslední. Kandidát KSČM Josef Nétek také neuspěl, a do druhého kola tak postoupili nestranička za hnutí Severočeši.cz Alena Dernerová a Zdeněk Brabec z ČSSD. Dernerová v prvním kole zvítězila s velkým náskokem, když obdržela 37,3 %. Náskok udržela i v druhém kole a díky 65,1 % hlasů se stala novou mosteckou senátorkou.
| Kandidát | Kandidát                | Volební strana | Navrhující strana | Politická příslušnost | Počet hlasů (1. kolo) | %     | Počet hlasů (2. kolo) | %     |
| -------- | ----------------------- | -------------- | ----------------- | --------------------- | --------------------- | ----- | --------------------- | ----- |
|          | MUDr. Alena Dernerová   | S.cz           | S.cz              | BEZPP                 | 12 671                | 37,29 | 11 677                | 65,14 |
|          | Zdeněk Brabec           | ČSSD           | ČSSD              | ČSSD                  | 6 039                 | 17,77 | 6 247                 | 34,85 |
|          | Ing. Josef Nétek        | KSČM           | KSČM              | KSČM                  | 4 012                 | 11,80 | —                     | —     |
|          | PhDr. Václav Hofmann    | ODS            | ODS               | ODS                   | 3 921                 | 11,54 | —                     | —     |
|          | MUDr. Saša Štembera     | TOP 09         | TOP 09            | BEZPP                 | 2 674                 | 7,87  | —                     | —     |
|          | PhDr. Vlastimil Doležal | VV             | VV                | BEZPP                 | 1 846                 | 5,43  | —                     | —     |
|          | Mgr. Tomáš Vandas       | DSSS           | DSSS              | DSSS                  | 1 744                 | 5,13  | —                     | —     |
|          | RSDr. Vlastimil Balín   | OMMO           | OMMO              | BEZPP                 | 1 069                 | 3,14  | —                     | —     |

### Rok 2016
V řádných volbách v roce 2016 Alena Dernerová svůj mandát obhajovala, opět jako nestranička za hnutí Severočeši.cz. Kvůli sporům ve vedení tohoto hnutí ale byla její kandidatura týden před volbami stažena na popud zmocněnkyně a 1. místopředsedkyně hnutí Hany Jeníčkové. Mostecký magistrát toto stažení nepřijal a první i druhé kolo voleb proběhlo standardně. Dernerová zvítězila v prvním kole, když získala 36,7 % hlasů, ve druhém pak výrazným rozdílem porazila svého protikandidáta nestraníka za ČSSD a bývalého hokejistu Jiřího Šlégra. Dle výroku Nejvyššího správního soudu, který původní rozhodnutí mosteckého magistrátu přezkoumal, nebyla kandidatura Aleny Dernerové legální a proto se volby v roce 2017 opakovaly. Volební účast za senátní obvod Most byla v prvním (25,81 %) i druhém kole (10,73 %) nejnižší ze všech volených senátních obvodů roku 2016.
| Kandidát | Kandidát              | Volební strana           | Navrhující strana | Politická příslušnost | Počet hlasů (1. kolo) | %     | Počet hlasů (2. kolo) | %     |
| -------- | --------------------- | ------------------------ | ----------------- | --------------------- | --------------------- | ----- | --------------------- | ----- |
|          | MUDr. Alena Dernerová | S.cz                     | S.cz              | BEZPP                 | 8 134                 | 36,66 | 6 844                 | 70,81 |
|          | Jiří Šlégr            | ČSSD                     | ČSSD              | BEZPP                 | 3 644                 | 16,42 | 2 821                 | 29,18 |
|          | MUDr. Jiří Biolek     | STAN                     | STAN              | BEZPP                 | 3 465                 | 15,61 | —                     | —     |
|          | Ing. Josef Nétek      | KSČM                     | KSČM              | KSČM                  | 2 542                 | 11,45 | —                     | —     |
|          | Mgr. Libuše Hrdinová  | ODS                      | ODS               | ODS                   | 1 820                 | 8,20  | —                     | —     |
|          | Oto Zaremba           | DSSS, NÁR.SOC., NF, ČÚNL | DSSS              | DSSS                  | 1 339                 | 6,03  | —                     | —     |
|          | Jiří Maria Sieber     | SKP – ŘN                 | SKP – ŘN          | SKP – ŘN              | 1 241                 | 5,59  | —                     | —     |

### Rok 2017 (opakované volby)
O několik měsíců později se z důvodu rozhodnutí Nejvyššího správního soudu musely volby v tomto obvodě opakovat. Hlavními favority byli opět obhajující senátorka Alena Dernerová, tentokrát však kandidující jako nestranička za SD-SN a nestraník za ČSSD Jiří Šlégr. Dernerová nakonec obdržela 54,9 %, a zvítězila tak již v prvním kole. 
Alena Dernerová zvítězila ve všech obcích v obvodu, které mají více než 1 000 obyvatel. Nejvíce podpory získala v Horním Jiřetíně (72,06 %), Mostě (60,76 %) a Bečově (60,39 %), nejméně pak v Meziboří (39,46 %) a Lomu (41,85 %).
Jiří Šlégr, který se ve volbách umístil na druhém místě, se největší podpory dočkal v Meziboří (25,61 %) a Litvínově (21,24 %), nejméně jej občané volili v Horním Jiřetíně (10,61 %) a Mostě (12,93 %). V Lomu dokonce skončil až na třetím místě za Josefem Nétkem. 
Volební účast byla oproti řádným volbám v roce 2016 poloviční. Nejvyšší procento voličů dorazilo k volebním urnám v obci Korozluky (31,01 %) a ve městě Hora Svaté Kateřiny (22,29 %). Naopak nejnižší volební účast byla v Obrnicích (6,75 %), kde odvolilo pouze 110 voličů z 1 630 oprávněných. Velmi nízká účast byla také v obcích Volevčice (7,95 %), Bečov (8,27 %) a Český Jiřetín (8,45 %).  
| Kandidát | Kandidát                  | Volební strana | Navrhující strana | Politická příslušnost | Počet hlasů (1. kolo) | %     |
| -------- | ------------------------- | -------------- | ----------------- | --------------------- | --------------------- | ----- |
|          | MUDr. Alena Dernerová     | SD-SN          | SD-SN             | BEZPP                 | 5 933                 | 54,90 |
|          | Jiří Šlégr                | ČSSD           | ČSSD              | BEZPP                 | 1 700                 | 15,73 |
|          | Ing. Josef Nétek          | KSČM           | KSČM              | KSČM                  | 797                   | 7,37  |
|          | Mgr. et Bc. Roman Ziegler | ANO            | ANO               | ANO                   | 723                   | 6,69  |
|          | MUDr. Jiří Biolek         | STAN           | STAN              | BEZPP                 | 639                   | 5,91  |
|          | Mgr. Libuše Hrdinová      | ODS            | ODS               | ODS                   | 444                   | 4,10  |
|          | Jiří Maria Sieber         | SKP – ŘN       | SKP – ŘN          | SKP – ŘN              | 246                   | 2,27  |
|          | Ing. Zbyněk Vodák         | TOP 09         | TOP 09            | BEZPP                 | 195                   | 1,80  |
|          | Ing. Jiří Fiala           | Rozumní        | Rozumní           | BEZPP                 | 128                   | 1,18  |

### Rok 2022
Ve volbách v roce 2022 již potřetí svůj mandát obhajovala dosavadní senátorka Alena Dernerová, opět jako nestranička za SD-SN. Jejími soupeři byli projektová manažerka a bývalá dlouholetá poslankyně za KSČM Hana Aulická Jírovcová, která však kandidovala jako nezávislá, dále jednatel společnosti a nestraník za ND Michal Moravec, primátor Mostu a zastupitel Ústeckého kraje Jan Paparega z hnutí ProMOST a ekonomka Ivana Turková z SPD. O post senátora se tentokrát ucházelo pouhých pět kandidátů, což bylo vyrovnáním rekordu z voleb konaných v roce 1998. 
První kolo vyhrál s 31,59 % hlasů Jan Paparega, do druhého kola s ním postoupila Alena Dernerová, která obdržela 31,36 % hlasů, rozdíl mezi nimi činil pouhých 64 hlasů. Ve druhém kole pak zvítězil Jan Paparega se ziskem 58,79 % hlasů, a stal se tak senátorem.
Volební účast v prvním kole, které se konalo spolu s komunálními volbami, činila 32,74 %, volební účast v druhém kole pak 13,26 %.
| Kandidát | Kandidát                       | Volební strana | Navrhující strana | Politická příslušnost | Počet hlasů (1. kolo) | %     | Počet hlasů (2. kolo) | %     |
| -------- | ------------------------------ | -------------- | ----------------- | --------------------- | --------------------- | ----- | --------------------- | ----- |
|          | Mgr. Jan Paparega              | ProMOST        | ProMOST           | ProMOST               | 8 672                 | 31,59 | 6 747                 | 58,79 |
|          | MUDr. Alena Dernerová          | SD-SN          | SD-SN             | BEZPP                 | 8 608                 | 31,36 | 4 729                 | 41,20 |
|          | Ing. Ivana Turková, Ph.D., MBA | SPD            | SPD               | SPD                   | 6 547                 | 23,85 | —                     | —     |
|          | Ing. Hana Aulická Jírovcová    | NK             | NK                | BEZPP                 | 3 331                 | 12,13 | —                     | —     |
|          | Michal Moravec                 | ND             | ND                | BEZPP                 | 290                   | 1,05  | —                     | —     |

#### Analýza
Následující analýza se věnuje druhému kolu senátních voleb. 
Podíváme-li se na významná sídla v senátním obvodu, zjistíme, že Jan Paparega jasně zvítězil ve městě Most, kde je primátorem (63,50 %) a též v přilehlých Obrnicích (68,86 %). Podařilo se mu také zvítězit v Lomu, který se naopak nachází blízko Litvínova (54,67 %). Právě v Litvínově o pár hlasů prohrál s Dernerovou, kde její zisk byl 51,04 %. Výrazněji Dernerová zabodovala v nedalekém Horním Jiřetíně (63,80 %) a sousedním Meziboří (57,28 %). Na opačné straně obvodu, blíže Mostu, zvítězila v obci Bečov (54,28 %). 
Bez ohledu na velikost sídel se Jan Paparega dočkal největší podpory v obcích Volevčice (87,50 %), Havraň (74,71 %), Malé Březno (69,38 %) a Obrnice (68,86 %). Naopak, poraženou finalistku Alenu Dernerovou lidé nejvíce volili ve městech Hora Svaté Kateřiny (70,42 %), Horní Jiřetín (63,80 %) a v obci Brandov (63,33 %). Vlivem nízkého počtu hlasů byla ve dvou obcích zaznamenána remíza – a to v Louce u Litvínova (44:44) a v obci Lišnice (19:19). 
Nejvyšší procento voličů dorazilo k volebním urnám v obcích Korozluky (30,21 %), Patokryje (26,40 %) a Malé Březno (26,20 %). Naopak nejnižší volební účast byla v Obrnicích (6,61 %), kde odvolilo pouze 108 ze 1 634 oprávněných voličů. Velmi nízká účast byla také v Braňanech (7,54 %), Bečově (8,71 %) a ve městě Litvínov (9,89 %). 

## Volební účast
|  | nejvyšší volební účast |  | nejnižší volební účast |

| Rok  | % (1. kolo) | % (2. kolo) |
| ---- | ----------- | ----------- |
| 1996 | 26,36       | 24,99       |
| 1998 | 32,62       | 18,81       |
| 2004 | 22,69       | 16,24       |
| 2010 | 38,70       | 19,28       |
| 2016 | 25,81       | 10,73       |
| 2017 | 12,00       | —           |
| 2022 | 32,74       | 13,26       |

## Zajímavosti
- Nejnižší počet hlasů, kterým byl kandidát zvolen, je 5 933. To odpovídá 6,55 % hlasů oprávněných voličů, avšak 54,90 % hlasů voličů, kteří se voleb zúčastnili. Stalo se tak v roce 2017, kdy při opakovaných volbách byla znovuzvolena Alena Dernerová.[22]
- Nejvyšší volební účasti tento senátní obvod dosáhl v roce 2010, kdy v 1. kole dorazilo k volebním urnám 38,70 % oprávněných voličů. Tyto volby se konaly souběžně s volbami do zastupitelstev obcí 2010.
- Nejnižší volební účasti tento senátní obvod dosáhl v roce 2016, kdy v 2. kole dorazilo k volebním urnám pouhých 10,73 % oprávněných voličů, v absolutních číslech se jednalo o 9 743 voličů. Avšak tyto volby byly později zneplatněny Nejvyšším správním soudem.[9]